# TAS2R8
TAS2R8 (англ. Taste 2 receptor member 8) – білок, який кодується однойменним геном, розташованим у людей на короткому плечі 12-ї хромосоми. Довжина поліпептидного ланцюга білка становить 309 амінокислот, а молекулярна маса — 35 877.
| 10         |  | 20         |  | 30         |  | 40         |  | 50         |
| ---------- |  | ---------- |  | ---------- |  | ---------- |  | ---------- |
| MFSPADNIFI |  | ILITGEFILG |  | ILGNGYIALV |  | NWIDWIKKKK |  | ISTVDYILTN |
| LVIARICLIS |  | VMVVNGIVIV |  | LNPDVYTKNK |  | QQIVIFTFWT |  | FANYLNMWIT |
| TCLNVFYFLK |  | IASSSHPLFL |  | WLKWKIDMVV |  | HWILLGCFAI |  | SLLVSLIAAI |
| VLSCDYRFHA |  | IAKHKRNITE |  | MFHVSKIPYF |  | EPLTLFNLFA |  | IVPFIVSLIS |
| FFLLVRSLWR |  | HTKQIKLYAT |  | GSRDPSTEVH |  | VRAIKTMTSF |  | IFFFFLYYIS |
| SILMTFSYLM |  | TKYKLAVEFG |  | EIAAILYPLG |  | HSLILIVLNN |  | KLRQTFVRML |
| TCRKIACMI  |  |            |  |            |  |            |  |            |

A: Аланін

C: Цистеїн

D: Аспарагінова кислота

E: Глутамінова кислота

F: Фенілаланін

G: Гліцин

H: Гістидин

I: Ізолейцин

K: Лізин

L: Лейцин

M: Метіонін

N: Аспарагін

P: Пролін

Q: Глутамін

R: Аргінін

S: Серин

T: Треонін

V: Валін

W: Триптофан

Кодований геном білок за функціями належить до рецепторів, g-білокспряжених рецепторів, білків внутрішньоклітинного сигналінгу. 
Локалізований у мембрані.